# Грама Руслан Володимирович
Руслан Володимирович Грама (5 жовтня 1988, Черкаська область, Україна — 18 березня 2023) — український спецпризначенець, учасник російсько-української війни.

## Життєпис
З 2016 року Руслан служив поліцейським у полку патрульної поліції особливого призначення «Київ». Брав у участь в АТО та ООС у Донецькій області.

## Нагороди
- Медаль «Захиснику Вітчизни»[3].
- Відзнака Президента України «За оборону України»[4].